# Bettine Menke
Bettine Menke (* 25. Juli 1957 in Köln) ist eine deutsche Literaturwissenschaftlerin und Hochschullehrerin.

## Biographie

### Studium und universitäre Laufbahn
Bettine Menke studierte Philosophie und Germanistik an der Universität Konstanz (1976–1982). Ihr Studium und Aufbaustudium absolvierte sie unter anderem bei Anselm Haverkamp, Wolfgang Iser, Renate Lachmann, Wolfgang Preisendanz und Albrecht Wellmer.
1988 promovierte sie mit der Arbeit Sprachfiguren – Figuren des Umwegs in der Theorie Benjamins an der philosophischen Fakultät der Universität Konstanz. 1996 habilitierte sie sich an der Europa-Universität Viadrina mit der Habilitationsschrift Die Rhetorik der Stimme und die Stummheit des Textes. Geräusche und Rauschen in und nach der Romantik. Sie erhielt die venia legendi in Allgemeine und Vergleichende Literaturwissenschaft und Germanistik.
Von 1999 bis 2023 war sie Professorin für Allgemeine und Vergleichende Literaturwissenschaft an der Universität Erfurt.

### Gastprofessuren, Funktionen und Mitgliedschaften
Bettine Menke hat Gast- und Vertretungsprofessuren an der J. W. Goethe-Universität in Frankfurt a. M. (1992/93), an der Philipps-Universität Marburg (1997/98) und an der University of California/Santa Barbara (2006) wahrgenommen.
Sie fungierte als Sprecherin des von 2005 bis 2013 von der DFG geförderten Graduiertenkollegs Mediale Historiographien der Universitäten Weimar, Erfurt und Jena.
Außerdem war sie Mitglied der Auswahlkommission des DAAD Programms ISTAP (2005–2009). Von 2006 bis 2011 war sie Mitglied des General Board der International Walter Benjamin Association.
Von Oktober 2010 bis März 2011 war Bettine Menke Senior Fellow am IKKM Weimar. Und im Akademischen Jahr 2015/16 war sie auf Einladung des Exzellenzclusters Kulturelle Grundlagen von Integration der Universität Konstanz Senior-Fellow am Kulturwissenschaftlichen Kolleg Konstanz.

### Familie
Sie ist die Schwester des Frankfurter Philosophen Christoph Menke.

## Forschungsschwerpunkte
Menkes Forschung bewegt sich in den Bereichen der Literatur- und Texttheorie, der Rhetorik, der Dekonstruktion und den Gender Studies. Spezialisiert ist sie dabei auf poetische und sakrale Zeichenordnungen (Stigmata), Gedächtnis-Konzepte und Intertextualität, Barocke Techniken und Romantische Figuren (Allegorie, Concetto und Witz, Arabeske), Rhetorik und Poetik des Wissens, Schrift, Bild, Stimme und Schall, mythopoetische Figuren (Sirenen, Memnon) und Polargebiete der Literatur.
Menke arbeitet und forscht zu Walter Benjamin, für dessen Werk sie als Expertin gilt. Auf den Gebieten der Literaturtheorie (insbesondere der Dekonstruktion), der Genderforschung, der Rhetorik (Allegorie, Metapher und v. a. Prosopopoiie) des Barock (z. B. zum Trauerspiel) und der Theatralität (etwa zur Problematik des Auftritts) ist Menke mit zahlreichen Publikationen, Vorträgen, Tagungen und Sammelbänden vertreten.

## Publikationen
Monographien
- Sprachfiguren. Name – Allegorie – Bild nach Walter Benjamin. Fink, München 1991, ISBN 3-7705-2691-0. (Buchfass. der Diss. Konstanz 1986; korrigierte Neuauflage 2001)
- Prosopopoiia. Stimme und Text bei Brentano, Hoffmann, Kleist und Kafka. Fink, München 2000, ISBN 3-7705-3293-7. (Buchfass. der Habil.-Schrift 1996)
- Korrigierte Neuauflage von Sprachfiguren. Name – Allegorie – Bild nach Walter Benjamin. Verlag und Datenbank für Geisteswissenschaften 2001, ISBN 3-89739-209-7.
- Das Trauerspiel-Buch. Der Souverän – das Trauerspiel – Konstellationen – Ruinen. transcript-Verlag, Bielefeld 2010, ISBN 978-3-89942-634-2.
- Einfälle, Zufälle, Ausfälle – Der Witz der Sprache.  Fink, Paderborn 2021, ISBN 978-3-7705-6222-0.

Sammelbände
- Erika Greber, Bettine Menke (Hrsg.): Manier, Manieren, Manierismen. G. Narr Verlag, Tübingen 2003, ISBN 3-8233-5717-4.
- Bettine Menke, Barbara Vinken (Hrsg.): Stigmata. Poetiken der Körperinschrift. Fink, Paderborn 2004, ISBN 3-7705-3945-1.
- Eva Horn, Bettine Menke, Christoph Menke (Hrsg.): Literatur als Philosophie. Philosophie als Literatur. Fink, Paderborn 2006, ISBN 3-7705-4099-9.
- Bettine Menke, Christoph Menke (Hrsg.): Tragödie. Trauerspiel. Spektakel. Theater der Zeit, Berlin 2007, ISBN 978-3-934344-85-3.
- Bettine Menke, Wolfgang Struck (Hrsg.): Wieland/Übersetzungen. De Gruyter, Berlin / New York 2010, ISBN 978-3-11-024580-6.
- Bettine Menke, Armin Schäfer, Daniel Eschkötter (Hrsg.): Das Melodram: Ein Medienbastard. Theater der Zeit, Berlin 2013, ISBN 978-3-943881-06-6.
- Bettine Menke, Thomas Glaser: Experimentalanordnungen der Bildung. Exteriorität – Theatralität – Literarizität. Fink Verlag, Paderborn 2014, ISBN 978-3-7705-5474-4.
- Ulla Haselstein (Hrsg., in Zusammenarbeit mit Friedrich Teja Bach, Bettine Menke und Daniel Selden): Allegorie. DFG-Symposium 2014. De Gruyter, Berlin / New York 2016, ISBN 978-3-11-033365-7.
- Bettine Menke, Juliane Vogel (Hrsg.): Flucht und Szene. Perspektiven und Formen eines Theaters der Fliehenden. Theater der Zeit, Berlin 2018, ISBN 978-3-95749-119-0.